# Любовичі (Коростенський район)
Любо́вичі — село Малинської міської громади Коростенського району Житомирської області України. Колишній центр Любовицької сільської ради (до 17 липня 2020 року), якій також підпорядковувались села Білий Берег, Новоселиця, Стасева, Ялцівка. Населення — 518 осіб (на 2001 рік).

## Географія
Любовичі розташувались за 4 км від міжнародної автотраси М07 (Київ — Ковель — державний кордон з Польщею на прикордонному переході «Ягодин») — поворот з траси на Ялцівку. В народі ця автотраса зветься «Варшавкою» та на території України збігається з європейським автомобільним шляхом E373 (Київ — Ковель — Люблін). Найближча залізнична платформа Щебзавод Південно-Західної залізниці знаходиться за 9 км, а залізнична станція Малин — за 12 км від села. Відстань до районного центру Коростень — 60 км, до обласного центру Житомир — 100 км, до столиці країни Київ — 80 км.
Село розташоване на правому березі річки Різня. На схід та північний схід від села, на лівому, протилежному, березі річки Різня, знаходиться Любовицьке лісництво. За декілька кілометрів на захід від Любовичів біля міжнародної автотраси М07 бере свій початок на висоті близько 160 м над рівнем моря річка Мутвиця, яка перетинає південну частину села. На схід від села розташований ландшафтний заказник «Заплава пам'яті Небесної Сотні».

## Клімат
За класифікацією Кеппена клімат в Любовичах є вологим континентальним з теплим літом або Dfb-типу (Df — клімат помірно холодний з рівномірним зволоженням; третя літера використовується для позначення температури найтеплішого місяця року: b — тепло, 18—23 °С).
Найвища середня температура спостерігається в липні — близько 21 °С; найпрохолодніший місяць року — січень, з середньою температурою -3.8 °C. Варіація середньої температури за рік становить близько 24.8 °C. Середньорічна температура становить 8.7 °С.
Кількість опадів є значною, навіть під час найсухішого місяця. Найменша кількість опадів випадає в лютому — близько 39 мм. У липні опади сягають свого піку — близько 94 мм. Варіація опадів між найсухішим і найвологішим місяцями становить 55 мм. За рік тут випадає в середньому 677 мм опадів.
| Клімат Любовичів (1991—2021) | Клімат Любовичів (1991—2021) | Клімат Любовичів (1991—2021) | Клімат Любовичів (1991—2021) | Клімат Любовичів (1991—2021) | Клімат Любовичів (1991—2021) | Клімат Любовичів (1991—2021) | Клімат Любовичів (1991—2021) | Клімат Любовичів (1991—2021) | Клімат Любовичів (1991—2021) | Клімат Любовичів (1991—2021) | Клімат Любовичів (1991—2021) | Клімат Любовичів (1991—2021) | Клімат Любовичів (1991—2021) |
| Показник                     | Січ.                         | Лют.                         | Бер.                         | Квіт.                        | Трав.                        | Черв.                        | Лип.                         | Серп.                        | Вер.                         | Жовт.                        | Лист.                        | Груд.                        | Рік                          |
| Середній максимум, °C        | −1,7                         | −0,4                         | 5,6                          | 14,0                         | 20,0                         | 23,3                         | 25,2                         | 24,5                         | 18,8                         | 11,8                         | 5,4                          | 0,6                          | 12,3                         |
| Середня температура, °C      | −3,8                         | −3                           | 1,8                          | 9,3                          | 15,4                         | 19,1                         | 21,0                         | 20,1                         | 14,7                         | 8,4                          | 3,2                          | −1,4                         | 8,7                          |
| Середній мінімум, °C         | −6,1                         | −5,9                         | −2,1                         | 4,1                          | 10,0                         | 14,1                         | 16,2                         | 15,3                         | 10,7                         | 5,1                          | 1,0                          | −3,5                         | 4,9                          |
| Норма опадів, мм             | 42                           | 39                           | 47                           | 51                           | 66                           | 74                           | 94                           | 61                           | 59                           | 48                           | 48                           | 48                           | 677                          |
| ---------------------------- | ---------------------------- | ---------------------------- | ---------------------------- | ---------------------------- | ---------------------------- | ---------------------------- | ---------------------------- | ---------------------------- | ---------------------------- | ---------------------------- | ---------------------------- | ---------------------------- | ---------------------------- |
| Джерело: Climate-Data.org    |                              |                              |                              |                              |                              |                              |                              |                              |                              |                              |                              |                              |                              |

## Історія
Люди селилися в цій місцевості з давніх часів.  Як свідчення, між селами Пинязевичі й Любовичі збереглися високі могили-курганці.

### 1569-1793 роки
З 1569 року після укладення Люблінської унії землі Малинщини входили до складу Волинського воєводства Речі Посполитої. Офіційною датою заснування села Любовичі вважається 1617 рік. Натомість існують джерела, які свідчать про те, що 1569(1571) року Любовичі вже існували та належали роду Горностаїв.
На 1691 рік з 19 населених пунктів Київського повіту, які належали дідичу, київському хорунжому, Михайлу-Федору Єльцю ще 1648 року, вціліло лише 9 — Любовичі, Пинязевичі, Пиріжки, Малин, Павловичі, Головки, Новаки, Кам'янка та Сергіївка (належала до малинського маєтку, сьогодні не існує). Після закінчення повстання 1648—1657 років українського народу під проводом Богдана Хмельницького та Руїни у цих селах наприкінці XVII століття кількість населення була незначною внаслідок винищення поляками або примусового виселення за Дніпро на Лівобережжя. За наказом лівобережного гетьмана Івана Самойловича під час цього «згону» 40-тисячні загони українських та московських вояків знищували міста та села дощенту.
В період Гайдамаччини любовичани приєдналися до повсталих і розгромили поміщицький маєток, завдавши шкоди поміщикові Любнишевському на суму 649 злотих.
1747 року Любовичі разом з Ялцівкою належали барону Аврааму-Ернесту Дефресу.
1762 року Ігнацій Красицький (пізніше останній князь-єпископ Вармійський) отримав від материного спадку по лінії Єльців Любовичі, Ялцівку та Лумлю, а також 3909 злотих щорічно з дубецьких доходів і в Дубецько всі апартаменти на другому поверсі «палацу». Його брат Антоній отримав Плешевичі та Биків у воєводстві Руськім (зараз територія Мостиського району Львівської області). Мати ж їх Анна з роду Стажеховських, яка була народжена Маріанною Єлець, дочкою Яна-Вацлава Єльця, залишила за собою довічне володіння Дубецько.

### 1793-1917 роки
1793 року після другого поділу Речі Посполитої землі Малинщини відійшли у складі новоствореного Ізяславського намісництва до Російської імперії. З 1795 року у складі Радомисльського повіту Волинського намісництва. З 1797 року у складі Радомисльського повіту Київської губернії.

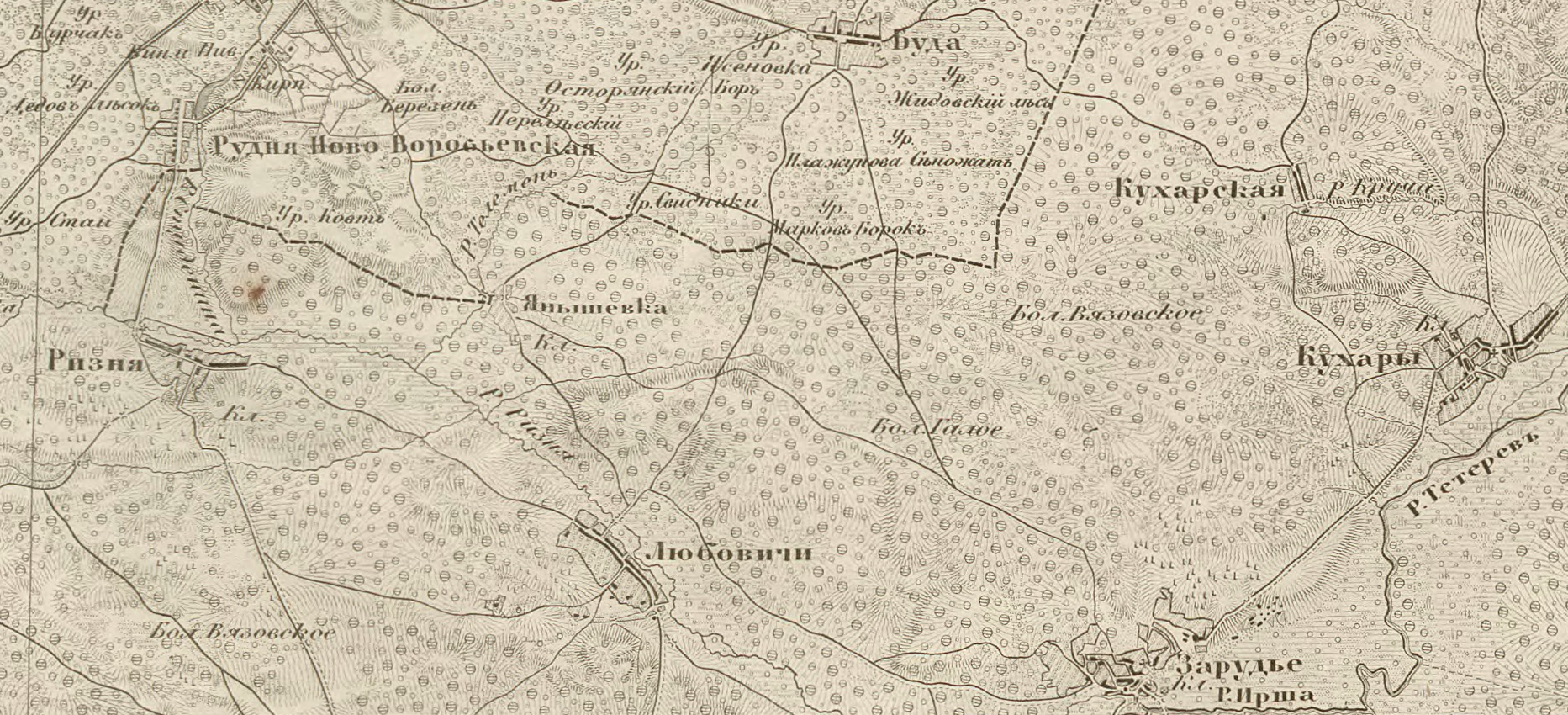
Любовичі на російській військово-топографічній мапі Київської губернії, 1868 рік.

1864 року Любовичі разом з селами Білий Берег і Стасева та 2630 десятинами землі складало маєток, який належав генеральші Олімпії Дебан-Скоротецькій.
У «Географічному словнику королівства Польського...» видання 1884 року наводиться наступний опис села Любовичі:
На початок XX століття в селі діяли школа грамоти, хлібний магазин, крамниця.
1902 року поблизу Любович була прокладена залізниця Київ — Ковель.
У другій частині 15-го тому «Географічному словнику королівства Польського...» з доповненнями, який вийшов друком 1902 року, міститься наступний опис:
4 липня 1909 року в селі з невідомих причин згоріло 13 селянських дворів. Збитків завдано на суму 9300 рублів. 26 серпня того ж року з невідомих причин згоріло у селян Осипенків 5 будинків і 3 сараї. Збитків завдано на суму 1187 рублів.
У липні 1914 року відбувся ряд грабежів та розбоїв, вчинених солдатами запасу при проходженні їх на збірний пункт у Радомислі. Перші заворушення відбувалися в північній частині Радомисльського повіту і носили два види виступів, а саме: 1) розгром винних складів і крамниць і 2) розгром поміщицьких садиб та єврейських крамничок:
- 21 липня солдати запасу розгромили лісову контору міщан Янкеля Морлухова Рабіновича та Йосипа Зельманова Етингера; пограбували речі, які належали Рабіновичу та Етингеру, а також службовцю контори Бєнциону Кільчевському. Збитків завдано на суму 1601,5 рублів. У погромі та грабунку речей звинувачувались запасні: Яків Мельник, Захар Лич, Василь Герасименко, Яків Ігнатенко, Микита Дубас, Дем'ян Проценко, Андрій Клименко, Федір Коваль, Петро Гніденко, Олександр Грек, Никифор Порохня, а також їхні перевізники селяни: Ілля Примаченко, Дмитро Потапенко, Кіндрат Сурженко, Василь Сурженко, Ілля Ігнатенко. Всі звинувачувані затримані[18].
- 22 липня солдати запасу розгромили помешкання та товари в крамниці міщанина Мошка Гершкова Зубка на суму 1559,5 рублів. У погромі звинувачувались запасні: Захар Лич, Афанасій Потапенко, Микита Дубас, Олександр Грек, Дем'ян Проценко, Яків Мельник, Андрій Клименко, Петро Гніденко, Федір Коваль, Яків Ігнатенко, Василь Герасименко, Никифор Порохня, а також їхні перевізники селяни: Ілля Примаченко, Ілля Ігнатенко, Кіндрат Сурженко, Дмитро Потапенко та Василь Сурженко. Всі звинувачувані затримані. У міщанина Іося Гершкова Зубка запасні пограбували 5,5 рублів грошима та вибили вікна в будинку на суму 1,5 рублі. У поміщиці Софії Василівни Глінко солдати запасу розгромили помешкання та пограбували речі на суму 2000 рублів[19].

### 1917-1991 роки
В січні 1918 року в Любовичах встановлена радянська окупація.
7 березня 1923 року постановою ВУЦВК «Про адміністративно-територіальний поділ Київщини» створений Малинський район. В тому ж році була створена Любовицька сільська рада. З 1923 року до 1937 року село в складі Малинського району входило до різних територіальних утворень — Малинської округи Київської губернії, Коростенської округи Волинської губернії, Київської області.
1931 року в Любовичах організовано колгосп «Перемога». У 30-ті роки в селі діяла 7-річна школа, перший випуск якої відбувся 1934 року.
22 вересня 1937 року постановою ЦВК СРСР було відновлено систему адміністративного поділу область — район, з Київської області виокремлена частина адміністративних районів, зокрема й Малинський, які було включено до складу новоствореної Житомирської області.

#### Німецько-радянська війна
176 жителів села були учасниками німецько–радянської війни, з них 143 загинули на фронтах; 95 удостоєні бойових нагород.

##### Київська оборонна операція
У середині липня 1941 року лінія фронту наблизилася до Малинського району. Участь в оборонних боях з переважаючими силами противника на київському напрямку брали війська 5-ї армії (генерал-майор танкових військ Потапов Михайло Іванович), у ході яких зазнали важких втрат, але своїми контрударами змогли скувати значні ворожі сили на київському напрямку:
21 липня 1941. Лінія фронту пролягала безпосередньо поруч з Любовичами. Командир 15 стрілецького корпусу (ск) наказав 228 стрілецькій дивізії (сд) зайняти оборону по річці Різні від її гирла до Діброви, що й було виконано підрозділами 737 та 748 стрілецьких полків (сп).
25 липня 1941. Відбулося фактичне злиття 799 сп з 748 сп та 767 сп з 737 сп 206 сд. О 21:30 отримано бойовий наказ штакора 15 — заволодіти рубежем Ворсівка, Вишевичі та встановити зв'язок з 37 сд, яка обороняла Білу Криницю, Березці. Виконуючи цей наказ, 767 сп з 589 гаубичним артилерійським полком (ГАП) вийшов вночі в вихідний район і до 9:00 26 липня 1941 року зайняв Пинязевичі, Ялцівку та повів наступ на північно-східні околиці Городища, а 799 сп продовжував наступ на східні околиці Малина у складі 45 сд.
30 липня 1941. Супротивник, підтягнувши до дивізії піхоти з танками та артилерією, о 7:00 за підтримки авіації, артилерії і танків перейшов від оборони до наступу. Головний удар був нанесений з району Малина в стик 45 сд та 41 танкової дивізії (тд) в напрямку Малин, Пиріжки, Баранівка. Дивізії, не витримавши натиску ворога, почали відходити від Малина — частини 45 сд у північно-західному напрямку, частини 41 тд у північно-східному напрямку, відкривши шлях супротивнику на Баранівку. 228 сд чинила завзятий опір супротивнику зі сторони Городища та контратакувала його з Лумлі в напрямку Малинівки 767 сп.
31 липня 1941. Наприкінці дня 228 сд, опинившись у напівкільці супротивника, чисельністю в три рази меншою за нього, не маючи танків, батальйонної та полкової артилерії, якою володіли німці в достатній кількості, вимушена була відійти за річку Різню та використовувати її для оборони проти наступаючого ворога: 795 сп зайняв оборону на північно-східному березі річки в районі села Лумля, 799 сп — в районі села Різня, 767 сп — в районі села Любовичі й одним батальйоном на північно-західному березі річки Ірша в районі Заруддя.
У перших числах серпня основні зусилля обох ворогуючих сторін у смузі 5-ї армії були прикуті до районів Бондарівки та Малина. На цих напрямках війська противника, вклинилися в оборону радянських військ на 15-20 км та намагалися розвинути успіх на Коростень, охопивши його у кліщі разом із захисниками. В цей час війська 5-ї армії безперервними ударами прагнули відновити становище в обороні:
1 серпня 1941. На малинському напрямку противник продовжував розвивати наступ і до 18:00 силою до сп вів бій на рубежі Лідівка, Рем'янівка, Пиріжки. До двох батальйонів вели бій в районі Діброви. До двох сп вели бій на рубежі Лумля, Різня, Любовичі, Ялцівка. О 17:00 противник зайняв Заруддя, Раковичі. В районі Малина зосередилися сили до сп.
3 серпня 1941. 22 механізованому корпусу (мк) видано бойовий наказ зайняти й міцно боронити кордон (вик.) Скурати, Ксаверів, Недашки, Рутвянка, Старі Вороб'ї, Любовичі. Особливо міцно прикрити напрямки на Базар, Хабне.
5 серпня 1941. На виконання бойового наказу 228 сд лівим флангом, перейшовши з вечора 4 серпня в атаку, оволоділа Любовичами.
7 серпня 1941. 9 мк, 1 повітряно-десантна бригада (пдбр), 22 мк, 124 сд утримували кордон Владівка, Баранівка, Лумля, Різня, Любовичі, вели бій з ворогом силою до піхотної дивізії (пд) з 30-ма танками.
Війська лівого крила 5-ї армії (9 мк, 1 повітряно-десантний корпус (пдк) і 22 мк), які завдавали контрудару по малинському угрупованню німецьких військ, зустріли відчайдушний опір 113, 262, 98 та 296 пд противника. Протягом трьох діб вони змогли просунутися лише на 6-10 км.
8 серпня 1941. На завершення дня вели важкі бої: 9 мк — в районі Владівки; 1 пдк (215 механізована дивізія (мд), 1 пдбр, 124 сд) — на рубежі Владівка, Лумля; 22 мк (19 і 41 тд, 228 сд) — на рубежі Лумля, Ялцівка, Заруддя. За результатами цього контрудару становище в районі Малина не було відновлене, але наступ переважаючих сил малинського угруповання ворожих військ було затримано. Це сприяло здійсненню організованого відходу 31 і 15 ск з південного мішка, у якому вони перебували.
Війська 5-ї армії з 9 по 14 серпня покращували свої позиції в інженерному відношенні та вдосконалювали систему вогню. Великі сили супротивника було скуто методом активної оборони — робилися часті контратаки, а також засилання до розташування ворога винищувальних загонів і груп для знищення автомашин, возів з вантажами й захоплення полонених. Ці дії були підтримані добре скоригованими вогневими ударами радянської артилерії та нальотами невеликих груп авіації. Вони завдавали великих втрат противнику й тримали його особовий склад у постійній напрузі:
9 серпня 1941. 22 мк з 228 сд вели оборону по північному берегу річки Різня на фронті Лумля, Любовичі, Заруддя.
10 серпня 1941. Сили противника, які діяли перед ПЗФ, групувалися наступним чином: на ділянці (вик.) Коростень, Йосипівка, Омелянівка діяли 113, 98 пд і на ділянці Баранівка, Любовичі - 262 пд (44 армійський корпус (ак)). Противнику на цій ділянці протистояли частини 228 сд, які лівим флангом займали Любовичі, Заруддя, межуючи по річці Тетерів з 27 ск.
13 серпня 1941. 22 мк (41, 19 тд, 228 сд) зміцнився у фронті (вик.) Гуска, східна окраїна Нові Вороб'ї, Рудня-Вороб'ївська, Любовичі, Ялцівка, маючи заслін Заруддя. Перед фронтом корпусу на рубежі Гуска, Нові Вороб'ї діяли до двох батальйонів противника, посилених мінометами.
На цих позиціях з невеликими змінами в той чи інший бік війська 5-ї армії оборонялися до початку відходу на річку Дніпро, вимотуючи противника, та водночас самі несли великі втрати. Війська 5-ї армії були здатні утримувати зайняті позиції й надалі, але залишили їх за наказом командуючого Південно-Західним фронтом у зв'язку із загальною оперативною обстановкою — противник загрожував правому флангу ПЗФ з боку Гомеля. Прийняття Ставкою Верховного головнокомандувача рішення на відведення військ правого крила Південно-Західного фронту за річку Дніпро означало кінець півторамісячних запеклих боїв 5-ї армії з основними силами 6-ї німецької армії в районі Коростеня:
19 серпня 1941. Відхід здійснювався нічними переходами з розрахунком заняття нового оборонного рубежу по річках Дніпро й Десна до ранку 25 серпня 1941 року. Послідовність виходу на рубежі головних сил дивізій, що відходили, встановлювалась такою:
а) Можари, Ігнатпіль, Ксаверів, Любовичі — до ранку 20 серпня 1941 року;
б) Прилуки, Народичі, Базар, Кухарі — до ранку 21 серпня 1941 року;
в) і т.д.
21 серпня 1941. ПЗФ продовжував відводити 5-ту армію для заняття оборонного рубежу по річках Дніпро й Десна. До 20:00 частини 15 ск, 1 пдк, 22 і 9 мк і 228 сд залишалися на попередніх рубежах. З настанням пітьми почав також відходити 22 мк: 41 і 19 тд виступили автотранспортом за маршрутом Кропивня, Термахівка, Рудня-Вересня, Чорнобиль, Навози, Сапонова Гута (Козелецький район Чернігівської області; сьогодні не існує); інші частини і 228 сд виступили за тим самим маршрутом походом.
Ці події стали частиною Київської оборонної операції 7 липня — 26 вересня 1941 року.

##### Київська наступальна операція
12 листопада 1943 року село визволено від німецьких завойовників військами 1-го Українського фронту (генерал армії Ватутін Микола Федорович) в ході Київської наступальної операції підрозділами 226 сд (полковник Петренко Василь Якович) 24 ск (генерал-майор Кірюхін Микола Іванович) 60 А (генерал-лейтенант Черняховський Іван Данилович). Під час відходу німецьких підрозділів в селі було спалено 167 будівель.

#### Повоєнні роки
У повоєнні роки в Любовичах почалася відбудова та відновлення зруйнованого за роки війни — збудовано нові корівники, пилораму; зведено приміщення школи, будинок культури, фельдшерсько-акушерський пункт (ФАП), магазини, контору господарства та будинок сільської ради, відновив свою роботу колгосп. 1954 року до складу любовицького колгоспу ввійшла ялцівська виробнича бригада.
На 1973 рік в Любовичах розташовувалась центральна садиба колгоспу, який використовував 3000 га земельних угідь, зокрема 1900 га орних. Провідними сільськогосподарськими культурами були озима пшениця, жито, льон, картопля; тваринництво м'ясо-молочного напрямку. Допоміжні підприємства — два млини, пилорама, льонопереробний пункт. У селі діяла середня школа, у якій працювало 19 вчителів та навчалося 242 учні; будинок культури на 300 місць; бібліотека з книжковим фондом 11,5 тис. примірників, фельдшерсько-акушерський пункт, комбінат побутового обслуговування, два магазини.
1974 року при будинку культури засновано жіночий вокальний ансамбль «Любовичанка», який діє й до тепер.
1985 року в центрі села встановлено пам'ятник воїнам-односельцям, який є пам'яткою історії Малинського району (рішення № 616 від 29 вересня 1999 року про взяття на державний облік).

##### Чорнобильська катастрофа
Як і більшість населених пунктів Малинського району, село Любовичі у квітні 1986 року постраждало внаслідок катастрофи на Чорнобильській АЕС — в молоці корів особистих підсобних господарств були зареєстровані одиничні проби, що перевищували тимчасово допустимі рівні вмісту радіоактивних речовин.
Село належить до переліку населених пунктів, віднесених до зон радіоактивного забруднення внаслідок чорнобильської катастрофи, і до зони посиленого радіоекологічного контролю; до переліку населених пунктів, жителям яких виплачується грошова допомога у зв'язку з обмеженням споживання продуктів харчування місцевого виробництва за тісними територіально-виробничими та соціальними відносинами — 30% від мінімальної заробітної платні; до переліку населених пунктів, у яких оплата праці громадян, що працюють на територіях радіоактивного забруднення, провадиться за підвищеними тарифними ставками (відрядними розцінками) і посадовими окладами — при рівнях забруднення ізотопами радіоцезію від 1 до 5 Кі/км² на 20-30 %, але не більше 1 мінімальної заробітної плати; до переліку населених пунктів, у яких діти одержали дозу опромінення щитоподібної залози внаслідок Чорнобильської катастрофи, що перевищує рівні, встановлені МОЗ.
Частина мешканців села брала безпосередню участь у роботах, пов'язаних з усуненням самої аварії та її наслідків у зоні відчуження, й отримала статус ліквідаторів.

### 1991-... роки
Після здобуття Україною незалежності на базі колгоспу створено приватне орендне сільськогосподарське підприємство (ПОСП) ім. Чкалова.
В селі зареєстровано фермерське господарство «Любовицьке» Гарасюти Петра Володимировича.
2007 року фахівцями Житомирської філії ВАТ «Укртелеком» у селі відкритий автоматизований радіотрансляційний вузол (АРТВ) мережі дротового мовлення на базі економних транзисторних підсилювачів.
2008 року компанія «Юнігран» стала засновником сільськогосподарського підприємства «Любовичі», створеного на базі колишнього сільгосппідприємства ім. Чкалова. «Юнігран» взялася за реалізацію цього проєкту для забезпечення працівників компанії якісною та дешевою їжею, створення робочих місць для мешканців навколишніх сіл. Планувалося виділення площ під посіви зернових (жито, пшениця, ячмінь та овес), картоплі; побудова ферми для утримання близько 3.5 тисяч голів великої рогатої худоби, з яких близько 1 тисячі молочної породи..
28 жовтня 2008 року на запрошення голови спостережної ради ВАТ «Малинський каменеподрібнювальний завод» (група компаній «Юнігран») І. В. Наумця до Малинського району прибув головний агроном фірми «APH Holland» Майндерт ден Ауден. Мета візиту — вивчення можливості залучення європейських технологій з виробництва кормів під молочно-товарну ферму в умовах Полісся. Було обстежено землі і тваринницькі приміщення в селах Любовичі та Ялцівка. Отримані позитивні висновки щодо реалізації даного проекту.
У січні 2009 року сільськогосподарське підприємство «Любовичі» на запрошення «Юнігран» відвідали представники відомих на теренах України компаній — українсько-німецької «Maratec» (виробник доїльного і охолоджувального устаткування) та української «Харків-Агропроект» (проєктування виробничих приміщень сільськогосподарського призначення). Розпочати проектні роботи планувалося вже на початку лютого. Але економічна криза та її наслідки внесли деякі зміни — «Юнігран» «законсервувала» будівництво ферми, але не відмовилася від своїх планів.
27 вересня 2009 року в свято Воздвиження Хреста Господнього встановлено і освячено Хреста на місці будівництва майбутнього храму. Поряд з цим місцем б'є джерело, до якого завжди приходять люди. За переказами на цьому місці було Боже явлення та явлення святих янголів, після чого і забило це джерело, як знамення Божої благодаті.
16 червня 2010 року на сесії Малинської районної ради депутатами прийнято рішення про направлення вільних лишків коштів на виконання районних програм та бюджетним установам в сумі — 1424.2 тис.грн., зокрема на ремонт шкільної котельні в селі Любовичі — 40 тис. грн.
В селі діють:
- середня загальноосвітня школа I ступеня (вул. Героїв України, 91). 2013 року в 12 приміщеннях школи працювали 8 вчителів і навчались 38 учнів у 7 класах[48]. На 2022 рік в освітньому закладі функціонують дошкільне відділення та початкова школа (1-4 класи)[49];
- фельдшерський пункт;
- будинок культури;
- бібліотека;
- магазини.

#### Російське вторгнення 2022 року
Під час повномасштабного воєнного вторгнення в Україну Любовичі не були окуповані. Ворожі позиції знаходились за 15 км на північний схід від села.
Упродовж кількох тижнів березня 2022 року перебувало під обстрілами загарбників з повітря та землі.
Ввечері 29 березня 2022 року село зазнало авіаударів.
В результаті численних обстрілів у селі повністю знищені сім житлових будинків, значно пошкоджені більше сотні будинків та школа.

## Демографія

### Динаміка населення
| Рік       | Димів, дворів | Осіб | Примітки |
| --------- | ------------- | ---- | --- |
| 1648      | 40            | —    | — |
| 1691      | 12            | —    | Після закінчення повстання 1648—1657 років українського народу під проводом Богдана Хмельницького та Руїни наприкінці XVII століття кількість населення була незначною внаслідок винищення поляками або примусового виселення за Дніпро на Лівобережжя.                                                            |
| 1784      | —             | 302  | — |
| 1828      | 48            | —    | — |
| 1834      | —             | 424  | 8-ма ревізія: чоловіків — 206, жінок —218. |
| 1838      | 61            | 403  | Працездатних: чоловіків — 84, жінок —71. Непрацездатних: чоловіків — 110, жінок —138. |
| 1839      | 63            | 417  | Чоловіків — 200, жінок —217. |
| 1840      | 62            | 354  | Працездатних: чоловіків — 59, жінок —74. Непрацездатних: чоловіків — 117, жінок —104. Зменшення кількості наявного населення пов'язане з тим, що через неврожай 1839 року багато мешканців залишали село в пошуках заробітку. Також тривалий час вони були задіяні посесорами для робіт за декілька миль від села. |
| 1841      | 64            | 415  | Працездатних: чоловіків — 86, жінок —87. Непрацездатних: чоловіків — 117, жінок —125. |
| 1850—1851 | —             | 448  | 9-та ревізія: чоловіків — 217, жінок —231. |
| 1857—1859 | —             | 451  | 10-та ревізія: чоловіків — 219, жінок —232. |
| 1864      | —             | 460  | — |
| 1878      | —             | 649  | — |
| 1885      | 79            | 556  | — |
| 1890      | —             | 765  | — |
| 1897      | —             | 992  | Перший загальний перепис населення 1897 року: чоловіків — 489, жінок — 503, з яких 902 особи були православними. |
| 1906      | —             | 1043 | — |
| 1923      | 267           | 1392 | Число володінь по перепису 1923 року та господарств по оподатковим відомостям Губхарчкому 1922 року. Кількість населення з даних райвиконкомів: чоловіків — 636, жінок — 756. |
| 1959      | —             | 1231 | — |
| 1970      | —             | 1036 | — |
| 1973      | 335           | 1000 | — |
| 1989      | —             | 720  | Перепис населення УРСР від 12 січня 1989 року: чоловіків — 330, жінок — 390. На момент перепису були присутні 707 осіб (чоловіків — 322, жінок — 385) з тих, що постійно мешкали в селі. |
| 2001      | —             | 518  | Перепис населення України від 5 грудня 2001 року. |

### Природний рух населення у 1905—1918 роках
Інформація з метричних книг, виданих Київською Духовною Консисторією у 1905—1918 роках в Св. Михайлівську церкву села Заруддя четвертого округу Радомисльського повіту Київської Єпархії для запису народжених, поєднаних шлюбом та померлих. Наведені дані по селу Любовичі та по парафії загалом (Любовичі/парафія), до якої в ці роки, окрім села Любовичі, входили села Заруддя (парафіяльна церква), Ялцівка, Рудня Ялцівська, Білий Берег і рудня при ньому, Стасева.
| Рік       | Народилося | Народилося | Народилося | Померло | Померло | Померло  | Вік померлих       | Вік померлих          | Вік померлих         | Кількість шлюбів1 | Кількість шлюбів1 | Кількість шлюбів1 | Кількість шлюбів1 | Кількість шлюбів1 |
| Рік       | Чол.       | Жін.       | Всього     | Чол.    | Жін.    | Всього   | Від нар. до 1 року | Від 1 року до 5 років | Від 5 років і більше | Чол.              | Жін.              | Пара              | Всього            | Кількість селян   |
| --------- | ---------- | ---------- | ---------- | ------- | ------- | -------- | ------------------ | --------------------- | -------------------- | ----------------- | ----------------- | ----------------- | ----------------- | ----------------- |
| 1905      | 29/96      | 33/82      | 62/178     | 15/47   | 17/51   | 32/98    | 9/30               | 9/27                  | 14/41                | 1                 | 1                 | 9                 | 11/27             | 20/54             |
| 1906      | 18/76      | 21/87      | 39/163     | 17/40   | 18/45   | 35/85    | 8/34               | 13/16                 | 14/35                | 3                 | 3                 | 8                 | 14/43             | 22/86             |
| 1907      | 21/73      | 23/80      | 44/153     | 14/49   | 25/65   | 39/114   | 10/42              | 12/29                 | 17/43                | 0                 | 0                 | 3                 | 3/24              | 6/48              |
| 1908      | 22/77      | 17/85      | 39/162     | 17/51   | 6/35    | 23/86    | 6/32               | 10/20                 | 7/34                 | 3                 | 2                 | 8                 | 13/42             | 21/84             |
| 1909      | 12/69      | 21/58      | 33/127     | 14/41   | 13/34   | 27/75    | 8/35               | 7/7                   | 12/33                | 1                 | 4                 | 5                 | 10/33             | 15/66             |
| 1910      | 25/882     | 29/82      | 54/1702    | 43/78   | 32/67   | 75/145   | 16/55              | 29/40                 | 30/50                | 3                 | 6                 | 13                | 22/43             | 35/86             |
| 1911      | 22/91      | 34/94      | 56/185     | 13/50   | 17/45   | 30/95    | 12/38              | 5/20                  | 13/37                | 0                 | 2                 | 10                | 12/40             | 22/80             |
| 1912      | 27/87      | 33/85      | 60/172     | 18/55   | 14/43   | 32/98    | 15/42              | 6/14                  | 11/42                | 2                 | 2                 | 10                | 14/35             | 24/70             |
| 1913      | 32/88      | 25/87      | 57/175     | 13/53   | 17/47   | 30/100   | 13/41              | 8/15                  | 9/44                 | 4                 | 3                 | 9                 | 16/46             | 25/92             |
| 1914      | 25/92      | 21/70      | 46/162     | 12/61   | 13/49   | 25/110   | 6/51               | 13/26                 | 6/33                 | 1                 | 2                 | 3                 | 6/27              | 9/54              |
| 1915      | 21/79      | 21/75      | 42/154     | 20/46   | 16/41   | 36/87    | 8/34               | 9/15                  | 19/38                | 1                 | 1                 | 4                 | 6/11              | 10/22             |
| 1916      | 20/54      | 24/64      | 44/118     | 10/34   | 16/46   | 26/80    | 6/24               | 5/12                  | 15/44                | 0                 | 0                 | 1                 | 1/11              | 2/22              |
| 1917      | 10/43      | 14/48      | 24/91      | 10/26   | 12/47   | 22/73    | 4/22               | 1/7                   | 17/44                | 0                 | 1                 | 1                 | 2/19              | 3/38              |
| 1918      | 31/87      | 35/96      | 66/183     | 21/57   | 24/64   | 45/121   | 11/—3              | 10/—3                 | 24/—3                | 3                 | 2                 | 9                 | 14/59             | 23/118            |
| 1905-1918 | 315/11002  | 351/1093   | 666/21932  | 237/688 | 240/679 | 477/1367 | 132/4804           | 137/2484              | 208/5184             | 22                | 29                | 93                | 144/460           | 237/920           |

| 1 | Інформація про кількість зареєстрованих шлюбів у парафіяльній Св. Михайлівській церкві села Заруддя. |
| 2 | До загальної кількості по парафії не включені двоє мертвонароджених немовлят.                        |
| 3 | Інформація по парафії відсутня або пошкоджена у метричних книгах.                                    |
| 4 | Загальна інформація по парафії за період з 1905 по 1917 роки.                                        |

### Селянські родини
1906 року згадуються представники 61 домогосподарства з загального числа 79 дворів у громаді, які мали право голосу на сільському сході:
- Андрієнко — 1 домогосподарство (Григорій)
- Василенко — 3 (Григорій, Михайло, Клим)
- Вишняк — 1 (Андрій)
- Власенко — 1 (Гордій)
- Герасименко — 1 (Марко)
- Демченко — 1 (Федір; письменний; є відомості про те, що підписував рішення сільських сходів за себе та інших, неписьменних, представників громади)
- Єсипенко — 3 (Іван, Петро, Федір)
- Кононенко — 2 (Кирило, Роман)
- Конончук — 1 (Леонтій)
- Левченко — 1 (Леонтій)
- Литвиненко — 2 (Микола, Федір)
- Максименко — 1 (Сидір)
- Мартиненко — 1 (Федір)
- Марченко — 3 (Давид, Іван, Яків)
- Михаленко — 4 (Григорій, Давид, Петро, Степан)
- Никитенко — 2 (Антон, Федір)
- Онищенко — 1 (Марко)
- Опанасенко — 1 (Степан)
- Остапенко — 6 (Василь, Григорій, Конон, Корній, Матвій, Тимофій)
- Петренко — 1 (Іван)
- Пилипенко — 2 (Григорій, Михайло)
- Примаченко — 1 (Микита)
- Прокопенко — 2 (Микита, Петро)
- Романчук — 2 (Єфим, Федір)
- Семененко — 4 (Іван, Микита, Назар, Семен)
- Скандаленко — 1 (Архип)
- Степаненко — 7 (Андрій, Григорій, Іван, Микола, Роман, Семен, Семен)
- Тимошенко — 1 (Гнат)
- Трофименко — 1 (Василь)
- Устименко — 2 (Максим, Федір)
- Хоменко — 1 (Петро)

В цей час сільським старостою був К. Никитенко, а селяни Гаврило Кондратіїв Гордієнко (письменний; є відомості про те, що підписував рішення сільських сходів за себе та інших, неписьменних, представників громади) та Іван Матвіїв Єсипенко отримували представницькі повноваження у окремих справах громади.

### Мовний склад
За даними першого Всеукраїнського перепису населення від 5 грудня 2001 року:
| Розподіл населення Любовичів за рідною мовою (у % до загальної чисельності населення) | Розподіл населення Любовичів за рідною мовою (у % до загальної чисельності населення) | Розподіл населення Любовичів за рідною мовою (у % до загальної чисельності населення) | Розподіл населення Любовичів за рідною мовою (у % до загальної чисельності населення) |
| українська                                                                            | російська                                                                             | молдовська                                                                            | інша або не вказана                                                                   |
| ------------------------------------------------------------------------------------- | ------------------------------------------------------------------------------------- | ------------------------------------------------------------------------------------- | ------------------------------------------------------------------------------------- |
| 98,65                                                                                 | 0,97                                                                                  | 0,19                                                                                  | 0,19                                                                                  |

### Репресовані
- Грек Петро Васильович. Народився 1911 року в селі Любовичі Малинської волості Радомисльського повіту Київської губернії. Українець, член ВКП(б), освіта н. середня, помічник начальника штабу зв'язку. Заарештований 16 лютого 1944 року. Обвинувачувався за статтею 58-1б КК РРФСР (для арешту осіб, підозрюваних у контрреволюційній діяльності; зрада з боку військового персоналу). За постановою ОН при НКВС СРСР від 26 серпня 1944 року ув'язнений до виправно-трудових таборів (ВТТ) на 2 роки. Реабілітований 1997 року[73].
- Йосипенко Іван Данилович. Народився 1899 року в селі Любовичі Малинської волості Радомисльського повіту Київської губернії. Українець, малописьменний, одноосібник. Заарештований 7 квітня 1932 року за статтею 54-10 КК УСРР (антирадянська пропаганда і агітація). 22 жовтня 1932 року справа припинена київським обласним відділом ДПУ УСРР. Реабілітований 2000 року[74].
- Михайленко Василь Степанович. Народився 1892 року в селі Любовичі Малинської волості Радомисльського повіту Київської губернії. Українець, малописьменний, одноосібник. Заарештований 2 квітня 1932 року за статтею 54-10 КК УСРР (антирадянська пропаганда і агітація). Постановою ОН при Колегії ДПУ УСРР від 25 жовтня 1932 року висланий у Північний край на 3 роки. Реабілітований 1989 року[75].
- Нікітенко Степан Маркович. Народився 1898 року в селі Любовичі Малинської волості Радомисльського повіту Київської губернії. Українець, освіта початкова, колгоспник. Заарештований 10 грудня 1937 року. Звинувачувався в антирадянській агітації. За постановою трійки при УНКВС по Житомирській області від 25 грудня 1937 року розстріляний 6 січня 1938 року в Житомирі. Реабілітований 1989 року[76].
- Остапенко Іван Якович. Народився 1886 року в селі Любовичі Волинської губернії. Українець. Працював теслярем у Військбуд-54 Нерчинсько-Заводського прикордонного загону. Проживав у селі Нерчинський Завод Нерчинсько-Заводського району Східно-Сибірського краю. Заарештований 7 липня 1938 року. Обвинувачувався за статтями 58-7, 58-10, 58-11 КК РРФСР (шкідництво, антирадянська і контрреволюційна пропаганда чи агітація). Засуджений 19 жовтня 1938 року трійкою УНКВС по Читинській області. Вирок — вища міра покарання. Розстріляний 29 жовтня 1938 року. Реабілітований 4 липня 1961 року військовим трибуналом Забайкальського військового округу[77].
- Пилипенко Андрій Григорович. Народився 1887 року в селі Любовичі Малинської волості Радомисльського повіту Київської губернії. Українець, письменний, продавець. Заарештований 7 липня 1938 року. Обвинувачувався за статтями 54-2 (збройне повстання), 54-11 (участь у контрреволюційній організації) КК УРСР. За постановою трійки при УНКВС по Житомирській області від 4 жовтня 1938 року розстріляний 5 жовтня 1938 року в Житомирі. Реабілітований 1956 року[78].
- Пилипенко Нестор Михайлович. Народився 1884 року в селі Любовичі Малинської волості Радомисльського повіту Київської губернії. Українець, письменний, завгосп артілі. Заарештований 28 червня 1938 року. Обвинувачувався в шпигунстві на користь Німеччини та шкідництві. За постановою трійки при УНКВС по Житомирській області від 3 листопада 1938 року розстріляний 4 листопада 1938 року в Житомирі. Реабілітований 1959 року[79].
- Поровський Кароль Іванович. Народився 1890 року в колонії Мечиславівка Городницької волості Новоград-Волинського повіту Волинської губернії. Поляк, малописьменний, робітник лісництва. Проживав у селі Любовичі Малинського району Житомирської області. Заарештований 30 грудня 1937 року. Обвинувачувався за статтею 54-10 КК УРСР (антирадянська пропаганда і агітація). За постановою ОН при НКВС СРСР від 28 січня 1938 року ув'язнений до виправно-трудових таборів (ВТТ) на 10 років. Реабілітований 1965 року[80].
- Рибак Антон Павлович. Народився 1882 (1883) року в селі Замисловичі Юрівської волості Овруцького повіту Волинської губернії. Українець, малописьменний, колгоспник. Заарештований 28 березня 1933 року. Обвинувачувався за статтями 54-10 (антирадянська пропаганда і агітація), 54-11 (участь у контрреволюційній організації) КК УСРР. За постановою ОН при Колегії ДПУ УСРР від 29 квітня 1933 року позбавлений права проживання в 12 населених пунктах на 3 роки. Судовою трійкою при Колегії ДПУ УСРР від 28 березня 1934 року справа припинена. Вдруге заарештований 28 листопада 1937 року. Проживав у селі Любовичі Малинського району Житомирської області. Сторож шляхбуду. Обвинувачувався в контрреволюційній діяльності. За постановою трійки при УНКВС по Житомирській області від 1-2 грудня 1937 року розстріляний 21 грудня 1937 року в Житомирі. Реабілітований 1960 року[81].
- Трофименко Петро Іванович. Народився 1910 року в селі Любовичі Малинської волості Радомисльського повіту Київської губернії. Українець, малописьменний, червоноармієць. Заарештований 27 листопада 1941 року. Обвинувачувався за статтею 58-10 ч. 2 (антирадянська пропаганда і агітація у військовій обстановці) КК РРФСР. 5 грудня 1941 року військовим трибуналом 250-ї стрілецької дивізії (Калінінський фронт) засуджений до розстрілу. Вирок виконаний 9 грудня 1941 року. Реабілітований 1999 року[82].
- Целованський Іван Григорович. Народився 1914 року в селі Рудня Ялцівська Малинської волості Радомисльського повіту Київської губернії. Українець, малописьменний. Проживав у селі Любовичі Малинського району. Заарештований 9 липня 1931 року за статтею 54-11 (участь у контрреволюційній організації) КК УСРР. 15 жовтня 1931 року справа припинена житомирським оперсектором ДПУ УСРР[83].

### Особистості
- Андреєва Софія Борисівна (1894 — ????) — бібліотекар бібліотеки Інституту червоної професури (з 4 лютого 1936 року); бібліотекар групи масової роботи (1937), головний бібліотекар-бригадир відділу наукової бібліографії (1938—1940), виставкової групи (1941) бібліотеки Академії наук УРСР. Народилась в Любовичах, у родині службовця[84].
- Герасименко Світлана Іванівна — учитель любовицької ЗОШ, понад 50 років пропрацювала на освітянській ниві[85].
- Глушенкова Надія Іванівна — мати п’ятьох дітей, 2009 року присвоєне почесне звання «Мати-героїня»[86].
- Дубас Валентина Володимирівна — мати шістьох дітей, 2009 року присвоєне почесне звання «Мати-героїня»[86].
- Семененко Марія Іванівна — мати п’ятьох дітей, 2008 року присвоєне почесне звання «Мати-героїня»[87].
- Степаненко Василь Сергійович (1954) — заслужений тренер України (2001), член Національної спілки журналістів України (2018)[88]. Народився в селі Українка, мешкає в Любовичах[89].

## Громадсько-політичне життя
Виборча дільниця знаходиться в залі будинку культури за адресою: вул. Леніна, 98, с. Любовичі, Малинський район, Житомирська область, 11632.
- Осередки політичних партій, зареєстровані Малинським районним управлінням юстиції (дата реєстрації, номер реєстрації)[90]:

1) первинна партійна організація Народної партії (12.10.2001, №15);
2) первинний осередок «ВО «Батьківщина» (24.01.2002, №90);
3) первинна організація Соціалістичної партії України (14.02.2003, №121);
4) первинний осередок Народного Руху України (04.03.2003, №146);
5) сільська організація Малинської районної організації Партії регіонів (24.06.2004, №272);
6) первинна організація Комуністичної партії України (07.07.2004, №289);
7) первинний партійний осередок Соціал-Демократичної партії України (об’єднаної) (22.08.2005, №02);
8) первинна партійна організація політичної партії «Республіканська партія України» (29.08.2005, №04);
9) первинний осередок Української соціал-демократичної партії (04.10.2005, №34);
10) первинний осередок №1 Єдиного Центру Малинського району Житомирської області (23.04.2009, №157).
- Позачергові вибори народних депутатів України 30 вересня 2007 року.
Територіальний виборчий округ № 63, виборча дільниця № 34: зареєстрована кількість виборців — 352 особи; взяли участь у голосуванні — 249 осіб.
Результати виборів[91]:

1) 95 виборців проголосували за «Блок Юлії Тимошенко»;
2) 82 — блок «Наша Україна — Народна самооборона»;
3) 36 — «Блок Литвина»;
4) 20 — Партія регіонів;
5) 5 — Соціалістична партія України;
6) 4 — Комуністична партія України:
7) 1 — Комуністична партія України (оновлена);
8) 1 — Партія Вільних Демократів;
9) 1 — Виборчий блок Людмили Супрун – Український регіональний актив (УРА);
10) 1 — Виборчий блок політичних партій «КУЧМА»;
11) 2 — не підтримали жодного.
- Повторне голосування з виборів Президента України 7 лютого 2010 року.
Територіальний виборчий округ № 67, виборча дільниця № 32: зареєстрована кількість виборців — 331 особа; взяли участь у голосуванні — 272 особи.
Результати виборів[92]:

1) 183 виборці проголосували за Ю.В.Тимошенко;
2) 78 — за В.Ф.Януковича;
3) 7 — не підтримали жодного;
4) 4 бюлетені визнано недійсними.
- Позачергові вибори Президента України 25 травня 2014 року.
Територіальний виборчий округ № 67, виборча дільниця № 180585: одержано бюлетенів — 316; кількість виборців, внесених до списку — 313; кількість виборців, внесених до витягу для голосування за місцем перебування — 25; невикористаних бюлетенів — 83; кількість виборців, які отримали бюлетені у приміщенні для голосування — 209; кількість виборців, які отримали бюлетені за місцем перебування — 24; загальна кількість виборців, які отримали бюлетені та взяли участь у голосуванні — 233.
Результати виборів[93]:

1) 127 виборців проголосували за П.О.Порошенко;
2) 62 — Ю.В.Тимошенко;
3) 24 — О.В.Ляшко;
4) 5 — О.В.Богомолець;
5) 4 — П.М.Симоненко;
6) 3 — А.С.Гриценко;
7) 3 — О.Я.Тягнибок;
8) 2 — С.Л.Тігіпко;
9) 1 — А.В.Гриненко;
10) 1 — М.М.Добкін;
11) 1 — Д.А.Ярош.
- Позачергові вибори народних депутатів України 26 жовтня 2014 року.
Одномандатний виборчий округ № 66, виборча дільниця № 180585: кількість одержаних бюлетенів — 316; кількість невикористаних бюлетенів — 113; кількість виборців, внесених до списку — 310; кількість виборців, внесених до витягу зі списку — 24; кількість виборців, які отримали бюлетені та голосували у приміщенні — 180; кількість виборців, які отримали бюлетені та голосували за місцем перебування — 23; сумарна кількість виборців, які отримали бюлетені та голосували на виборчій дільниці — 203; кількість бюлетенів, що виявилися у кожній скриньці — п.№3: 23, №1: 45, №2: 135; сумарна кількість голосів виборців «ЗА» — 200.
Результати виборів[94]:

1) 67 виборців проголосували за Політичну партію «Народний фронт»;
2) 34 — Партія «Блок Петра Порошенка»";
3) 26 — Радикальна партія Олега Ляшка;
4) 20 — Політична партія Всеукраїнське об'єднання «Батьківщина»;
5) 10 — Політична Партія Всеукраїнське аграрне об'єднання «Заступ»;
6) 9 — Партія Сергія Тігіпка «Сильна Україна»;
7) 8 — Політична партія «Об'єднання "Самопоміч"»;
8) 7 — Політична партія Всеукраїнське об'єднання «Свобода»;
9) 7 — Політична партія «Опозиційний блок»;
10) 3 — Політична партія «Громадянська позиція (Анатолій Гриценко)»;
11) 2 — Політична Партія «5.10»;
12) 2 — Партія «Відродження»;
13) 1 — Політична партія «Блок лівих сил України»;
14) 1 — Партія зелених України;
15) 1 — Політична партія Конгрес українських націоналістів;
16) 1 — Політична партія «Правий сектор»;
17) 1 — Партія «Солідарність жінок України»;
18) 3 бюлетені визнано недійсними.
- Чергові місцеві вибори 25 жовтня 2015 року.
Головою сільської ради переобраний на новий строк самовисуванець Мельник Віктор Григорович[95]. До Любовицької сільської ради обрані 12 депутатів-самовисуванців, шестеро з яких — представники села: Василенко Любов Петрівна, Гончаренко Галина Аркадіївна, Єсипенко Людмила Миколаївна, Максименко Світлана Миколаївна, Михайленко Андрій Михайлович, Тузинська Оксана Сергіївна[96].

## Мапи

Любовичі на старих мапах
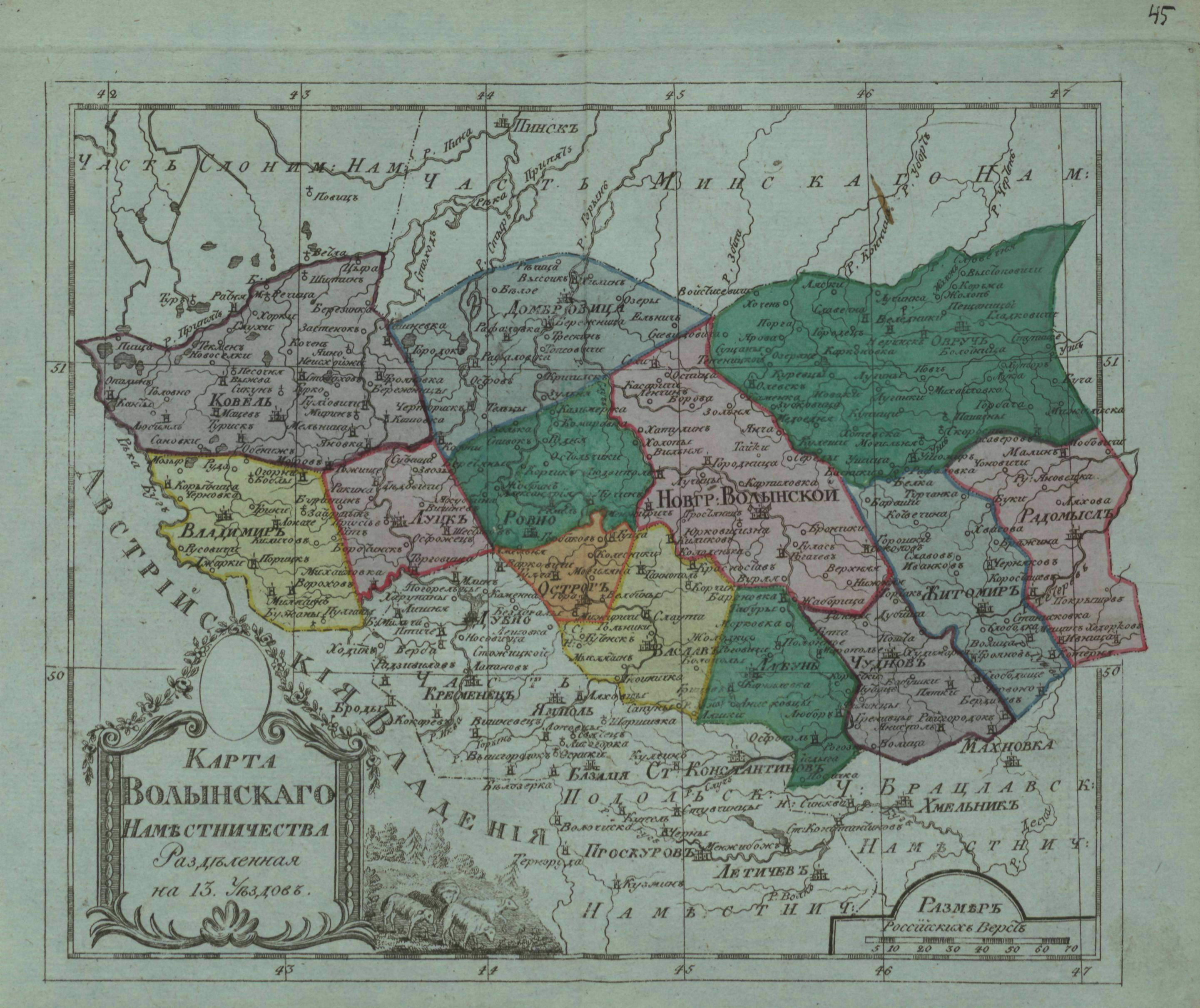
З Атласу 1796 року (2.3 Мб)
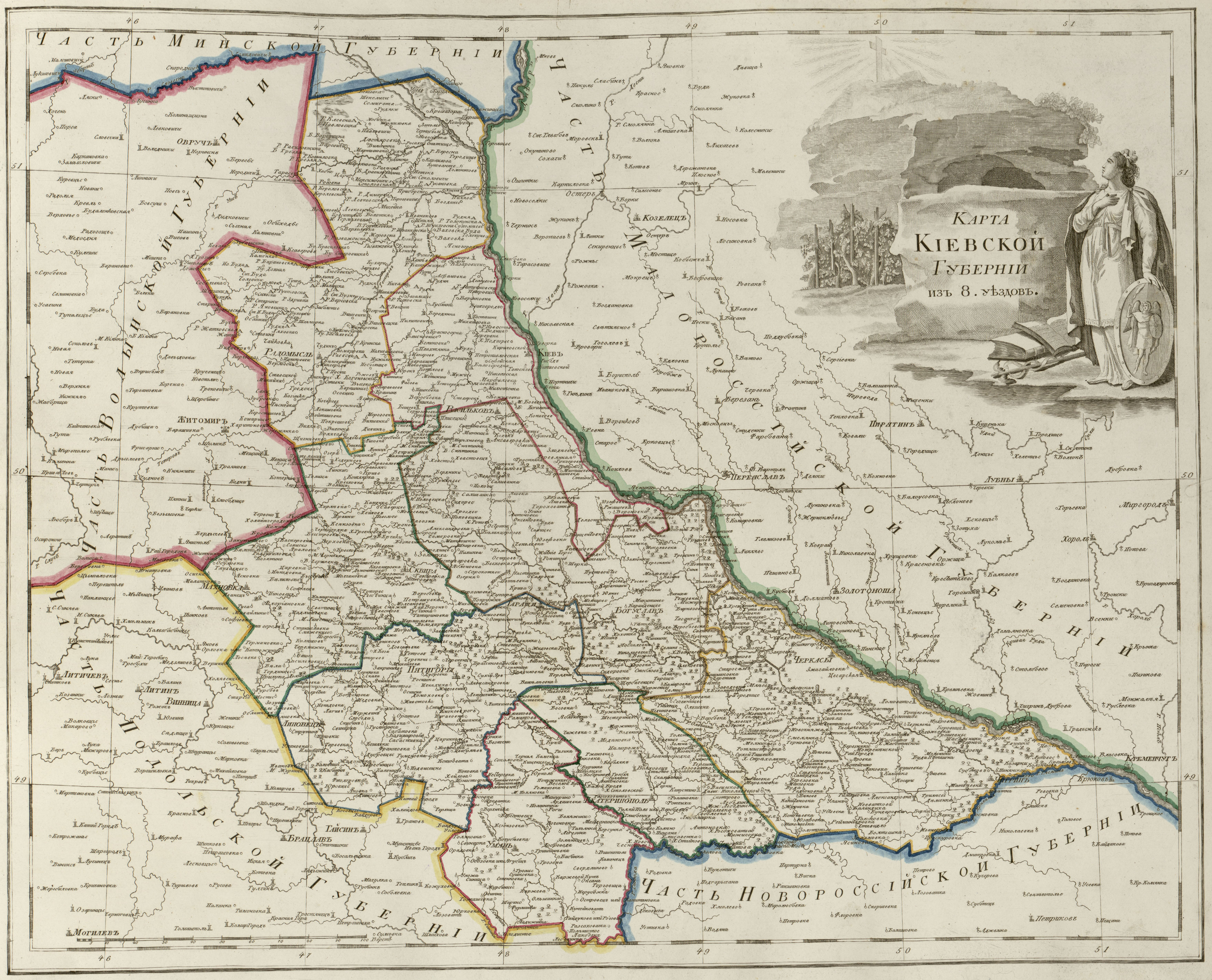
З Атласу 1800 року (1.85 Мб)
Спеціальна карта Європейської Росії, аркуш № 31, 1873 рік (11 Мб)

- Любовичі на *Военно-топографической карте Европейской Россіи* (велике розширення) 1:126000 (1865) (13.9 Мб)
- Любовичі на австро-угорській військовій *Generalkarte von Mitteleuropa* (велике розширення) 1:300000 (1875)(16.4 Мб)
- Любовичі на *Военно-топографической карте Кіевской губерніи 1887г.* (див.*4-ое описание! Рядъ ХХІ*) (6.89 Мб) [Архівовано 27 липня 2014 у Wayback Machine.]
- Любовичі на *Спец.Карте Европейской Россіи* (велике розширення) 1:420000 (1903) (23,5 Мб)
- Любовичі на австро-угорській військовій *Generalkarte von Mitteleuropa* 1:200000 (1910) (2.5 Мб) [Архівовано 10 жовтня 2011 у Wayback Machine.]
- Любовичі на австро-угорській військовій *Operationskarte* 1:400000 (1912) (12.6 Мб)[недоступне посилання з червня 2019]
- Любовичі на Germany Military Topographical Maps (велике розширення) 1:126000 (1915) (21,9 Мб)[недоступне посилання з липня 2019]
- Любовичі (захід) на мапі *Временного Изданія Кіевской - Волынской губерній (XXVIII-27)* (велике розширення) 1:84000 (1917) (20.2 Мб) [Архівовано 21 серпня 2017 у Wayback Machine.]
- Любовичі на польській мапі *Wojskowy Instytut Geograficzny* (велике розширення) 1:300000 (1930) (14.7 Мб)
- Любовичі (схід) на мапі *Управления военных топографов* (велике розширення) 1:84000 (1931) (12,4 Мб)
- Любовичі (захід) на мапі *Управления военных топографов* (велике розширення) 1:84000 (1932) (12,3 Мб)[недоступне посилання з липня 2019]
- Любовичі на мапі *Управления военных топографов* (велике розширення)1:200000 (1932) (17,2 Мб)
- Любовичі на мапі *Ген.штаб РККА* 1:500000 (1940) (3,79 Мб)
- Любовичі на *Deutsche weltkarte M-35-NO_SHITOMIR* (велике розширення) 1:500000 (1941) (16.2 Мб)
- Контрудар 5-ї армії на Малинському напрямку 5—8 серпня 1941 року (80 Кб) [Архівовано 17 квітня 2007 у Wayback Machine.]
- Бої на підступах до Києва 15 липня — 19 серпня 1941 року (141 Кб) [Архівовано 19 квітня 2007 у Wayback Machine.]
- Любовичі на Germany Military Topographical Maps 1:50000 (1943) (1,08 Мб)
- Любовичі на Germany Military Topographical Maps 1:100000 (1943) (1,25 Мб)
- Любовичі на *U.S. Army Map Service,1954* 1:250000 (7.1 Мб) [Архівовано 11 вересня 2013 у Wayback Machine.]
- Любовичі на *Great Britain War Office and Air Ministry,1958* 1:500000 (10.3Мб) [Архівовано 13 вересня 2015 у Wayback Machine.]
- Любовичі на *Operational Navigation Chart Series - World* (велике розширення) 1:1000000 (1973) (20.9 Мб) [Архівовано 4 березня 2016 у Wayback Machine.]
- Любовичі на радянській військовій мапі Генштабу «M-35-047. Малин» 1:100000 (1989) (1.7 Мб) [Архівовано 5 січня 2020 у Wayback Machine.]
- Любовичі на мапі Малинського району (1 Мб)
- Любовичі на докладній карті автомобільних доріг Київської області (556 Кб) [Архівовано 25 листопада 2010 у Wayback Machine.]